# Bunkóliliom
A bunkóliliom (Cordyline) a spárgavirágúak rendjébe (Asparagales) sorol, vitatott rendszertani helyű növénynemzetség mintegy két tucat természetes és legalább két hibrid fajjal. Jelen ismertetőnkben azt az álláspontot követjük, amely a spárgafélék (Asparagaceae) családjának Lomandroideae alcsaládjába helyezi. Korábban a sárkányfa (Dracaena) nemzetség egyes fajait is ide sorolták.

## Származása, elterjedése
Fajai az indo-maláj és az ausztrál flórabirodalomban, tehát Délkelet-Ázsiában, Ausztráliában, és tőlük keletre a Csendes-óceán nyugati medencéjétől és a maláj szigetvilágig honos. Egy faja az újvilági trópusokon, tehát Dél-Amerikában honos, egy faj pedig a Mascarenhas-szigetcsoporton. Egyes, dísznövényként kedvelt fajait sokfelé, így hazánkban is megtalálhatjuk; ezek a trópusokon ki is vadulhatnak és kereszteződhetnek a helyi fajokkal.
Tudományos előneve a bunkót, illetve buzogányt jelentő görög „kordyle” szóból származik, és arra utal, hogy a növény gyöktörzse a táplálék raktározása érdekében megvastagodott

## Megjelenése, felépítése
Egyes fajai tőlevélrózsásak, mások fává cseperednek úgy, hogy alsó leveleiket fokozatosan elvesztik. Az így kialakuló törzs időnként elágazik.
Gyökere fehér; sokáig főleg ennek alapján különböztették meg a nagyon hasonló alkatú sárkányfáktól (Dracaena spp.).
A fajonként változó méretű és színű, lándzsahegy alakú, párhuzamosan erezett levelek fölfelé kanyarodó spirálvonalban nőnek. A felálló, majd szétterülő, nem túl kemény tapintású levelek idővel üstökszerűen lekonyulnak. A szobanövénynek termesztett fajok levelei többnyire színesek; jellemző, hogy a levél színe annak korával változik.
Apró, halvány, fűszeres illatú virágai nagy, összetett, de nem túl látványos bugavirágzatban nyílnak. Termése többnyire piros bogyó.

## Életmódja, termőhelye
Örökzöld. Egyike annak a néhány egyszikűnek, amelyek csírázáskor nem két hanem egy sziklevéllel bújnak elő.
Egyáltalán nem fagytűrő. A termesztett fajokat hazánk éghajlatán hidegháziakra és melegháziakra osztják. A hidegházi fajok (például a déli bunkóliliom és a Cordyline stricta) 10 °C-hez közeli hőmérsékleten jól áttelelhetők; a melegháziaknak (például a közkedvelt színeslevelű bunkóliliomnak) ennél több kell.
A vizet jól vezető talajt igényel. A nedvességet igényli, de a tocsogó, pangó vizet nem bírja. Magról és vegetatívan (rizómájáról, valamint törzs- és levéldugványról) egyaránt szaporítható. Ha a földje kiszárad, a levélvégek könnyen beszáradhatnak.
Fényigényes.

## Betegségei, kártevői
Száraz levegőjű helyiségben gondot okozhatnak a takácsatkák. A gyapjastetvek feltűnését a levelek hónaljában feltűnő fehér vattapamacsok jelzik. A leveleken megjelenő, ezüstösen csillogó foltok tripszek jelenlétére utalnak — Ezeken a helyeken a kártevők kiszívták a növény nedvét, és az üres sejtek levegővel teltek meg.

## Felhasználása, kertészeti változatai
Kisebb termetű fajai cserepes levéldísznövényként a mérsékelt égövön is közismertek. A trópusokon egyesek gyöktörzsét meg is eszik. Gyöktörzséből a maorik cukrot vontak ki.

## Fordítás
Ez a szócikk részben vagy egészben  a   Cordyline című angol Wikipédia-szócikk ezen változatának fordításán alapul.  Az eredeti cikk szerkesztőit annak laptörténete sorolja fel. Ez a jelzés csupán a megfogalmazás eredetét és a szerzői jogokat jelzi, nem szolgál a cikkben szereplő információk forrásmegjelöléseként.